# Financial Security Assurance
Pour les articles homonymes, voir FSA.
La société Financial Security Assurance (FSA) est un rehausseur de crédit (ou monoline) racheté le 4 mars 2000 pour 2,7 milliards d'euros par la banque franco-belge Dexia. C'est l'un des huit premiers rehausseur de crédit américains, à l'origine de la crise des subprime car ils ont permis le développement des créances immobilières risquées en les associant à d'autres créances, pour en faire des placements financiers présentés comme sûrs.
La première année après le rachat, l'activité de FSA est encore modeste. Ainsi, les revenus ont augmenté de 20 % au second semestre 2001, pour s'établir à seulement 195 millions. Mais en 2007, FSA était classée numéro quatre mondial des rehausseurs de crédit.
Selon Dexia, avant d'assurer une obligation municipale, FSA demande le nantissement de recettes fiscales ou  bien une créance sur un flux de revenus provenant de services publics essentiels. Sur le marché des créances dites "ABS" (Asset-Backed Securities), FSA garantit les tranches dites "seniors" qui sont structurées pour résister à des détériorations importantes de la fiabilité des créances liées. 
Mais de fait, le groupe FSA a vite dû reconnaitre qu'il avait aussi investi sur des créances hypothécaires, mêlées aux autres créances, et fragilisant l'ensemble.
Le 1er juillet 2009, le groupe FSA a été acheté par Assured Guaranty.
Assured Guaranty a changé le nom de FSA en Assured Guaranty Municipal Corp. en juillet 2009.

## Les difficultés liées à lacrise des subprime
Le 4 février 2008, Dexia annonce qu'il investit 500 millions de dollars dans sa filiale FSA. La banque désire ainsi profiter des "opportunités croissantes qui ont récemment émergé" dans le domaine du financement des collectivités et des infrastructures publiques américaines.
Le 20 juin 2008, le gérant de hedge fund américain Bill Ackman annonce publiquement qu'il parie sur une faillite de FSA. Quatre jours plus tard, le 24 juin 2008, Dexia met à la disposition de FSA une ligne de crédit de 5 milliards d'euros, d’une durée initiale de 5 ans mais renouvelable «selon les besoins».
FSA avait en effet affiché au premier trimestre 2008 421,6 millions de dollars de perte nette pour cause de dépréciations enregistrées sur des contrats d'échange de défaut de crédit, ainsi que de pertes sur son portefeuille d'obligations hypothécaires américaines.
Au même moment, un analyste de la banque d'affaires française Exane BNP Paribas estimait que le fait d'avoir traversé la crise sans dommage pourrait valoir à FSA un retour de manivelle. Selon lui, en augmentant ses parts de marché au premier trimestre (à cause de la faiblesse de concurrents ayant perdu leur notation AAA) FSA avait assuré 64 % de toutes les obligations municipales vendues aux États-Unis et risquait de subir des dépréciations à cause de prises de positions sur les marchés hypothécaires liées à cette progression de sa part de marché.
Le 23 juillet, l'agence Moody’s provoquait une baisse de l'action Dexia en annonçant considérer une baisse de la note Aaa de FSA et le 7 août 2008, Dexia annonçait que cette filiale quittera l'activité des ABS et consacrera ses ressources aux services financiers au secteur public.